# Shona McCallin

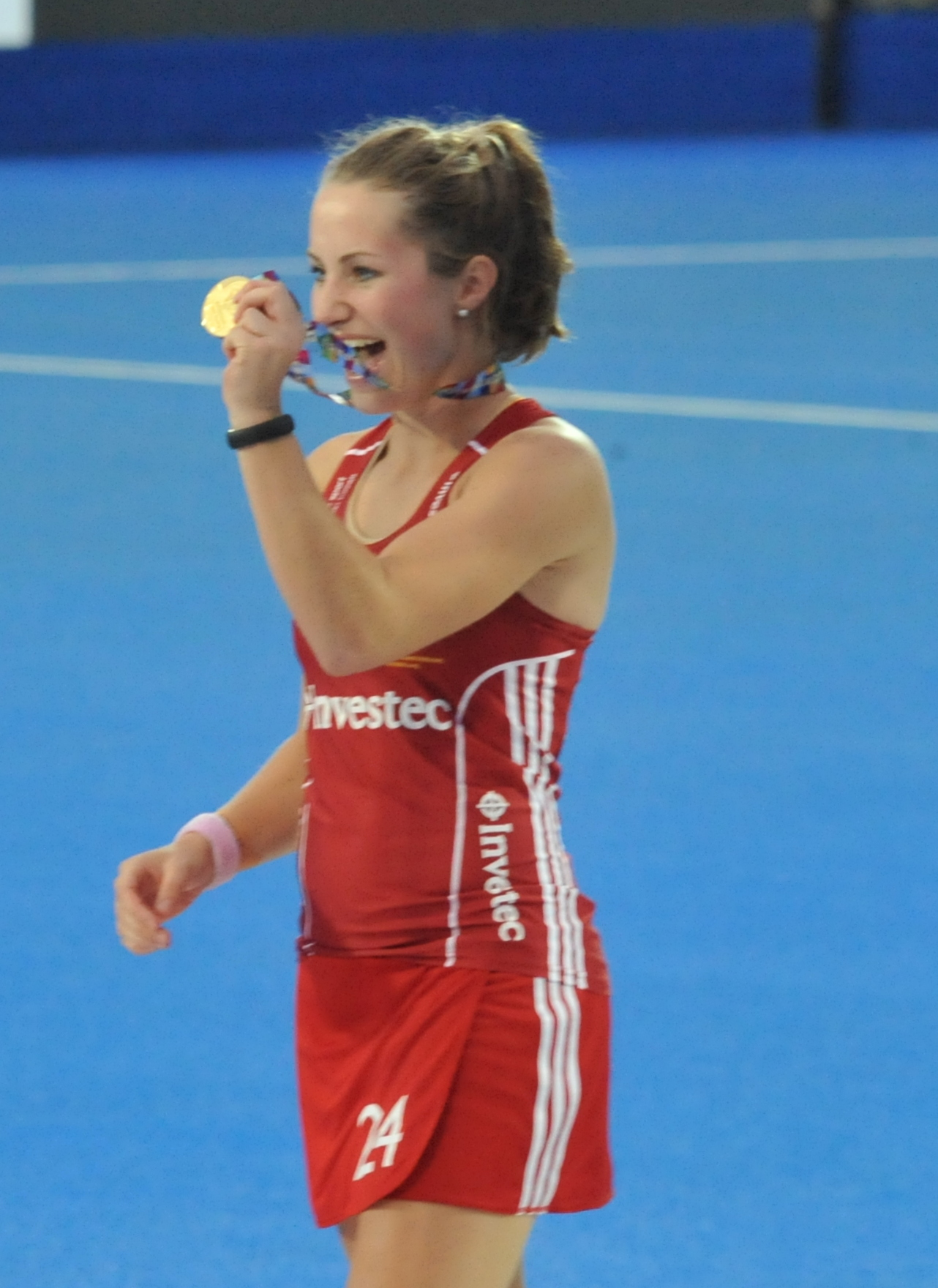
Shona McCallin (2015)

Shona Clare McCallin, MBE (* 18. Mai 1992 in Newark-on-Trent) ist eine britische Hockeyspielerin. Sie war Olympiasiegerin 2016 und Europameisterin 2015.

## Leben
Die 1,65 m große Mittelfeldspielerin debütierte 2014 in der englischen Nationalmannschaft. 2015 war London Austragungsort der Europameisterschaft. Die Engländerinnen gewannen ihre Vorrundengruppe vor den Deutschen und bezwangen im Halbfinale die spanische Mannschaft. Das Finale wurde im Shootout entschieden und die Engländerinnen gewannen gegen die Niederländerinnen. Nach der Europameisterschaft 2015 trat McCallin bis zu den Olympischen Spielen 2016 in Rio de Janeiro nur in der britischen Mannschaft an. Beim Turnier in Rio de Janeiro gewannen die Niederländerinnen und die Britinnen jeweils ihre Vorrundengruppe. Die Britinnen erreichten das Finale mit Siegen über Spanien und Neuseeland. Die Entscheidung im Finale gegen die Niederländerinnen fiel im Shootout, die Britinnen gewannen die Goldmedaille. Bei der Europameisterschaft 2017 in Amstelveen gewannen die Engländerinnen Bronze vor den Deutschen. 2019 belegte die englische Mannschaft den vierten Platz bei der Europameisterschaft in Antwerpen. Zwei Jahre später verpassten die Engländerinnen das Halbfinale bei der Europameisterschaft in Amstelveen und belegten den fünften Platz. Bei den Olympischen Spielen in Tokio bezwangen die Britinnen im Viertelfinale die Spanierinnen im Penaltyschießen, im Halbfinale unterlagen sie den Niederländerinnen mit 1:5. Im Spiel um den dritten Platz trafen die Britinnen auf die Inderinnen und siegten mit 4:3.
Shona McCallin bestritt bis Februar 2020 39 Länderspiele für England und 50 Länderspiele für die britische Mannschaft. Auf Vereinsebene spielte McCallin ab 2015 für den Holcombe Hockey Club. Zuvor hatte sie vier Jahre in den Niederlanden studiert und gespielt.